# Paraglenurus riparius
Paraglenurus riparius is een insect uit de familie van de mierenleeuwen (Myrmeleontidae), die tot de orde netvleugeligen (Neuroptera) behoort. 
Paraglenurus riparius is voor het eerst wetenschappelijk beschreven door Miller & Stange in Miller et al. in 1999.